# Love Among the Cannibals
Love Among the Cannibals es el tercer álbum de estudio de la banda de rock estadounidense Starship, publicado el 15 de agosto de 1989. Fue el primer álbum de la banda desde la salida de la cantante Grace Slick, y su última producción de estudio hasta Loveless Fascination de 2013.

## Lista de canciones
1. "The Burn" (4:24)
2. "It's Not Enough" (4:51)
3. "Trouble in Mind" (4:35)
4. "I Didn't Mean to Stay All Night" (4:51)
5. "Send a Message" (4:50)
6. "Wild Again" (4:44)
7. "Love Among the Cannibals" (3:43)
8. "Dream Sequence"/"We Dream in Color" (1:29/4:58)
9. "Healing Waters" (4:57)
10. "Blaze of Love" (4:34)
11. "I'll Be There" (5:31)

## Personal
- Mickey Thomas – voz
- Donny Baldwin – batería
- Craig Chaquico – guitarras
- Mark Morgan – teclados
- Brett Bloomfield – bajo